# Monica Mancini
Monica Jo Mancini (* 4. Mai 1952) ist eine US-amerikanische Jazz-Sängerin.

## Leben
Monica Mancini wurde 1952 als Tochter von Henry Mancini und dessen Frau Virgina „Ginny“ Mancini geboren und wuchs im kalifornischen Northridge auf, einem Stadtteil von Los Angeles. Sie hat eine Zwillingsschwester, Felice Mancini, und einen Bruder, Chris Mancini, der ebenfalls als Musiker tätig ist.
Sie begann ihre Karriere als Mitglied des Henry Mancini Chorus. Danach sang sie bei zahlreichen Filmsoundtracks und Studioproduktionen mit Künstlern wie Placido Domingo, Quincy Jones und Michael Jackson.
1998 veröffentlichte sie ihr Debütalbum Monica Mancini. Zwei Jahre später folgte mit Dreams of Johnny Mercer das erste Album auf Concord Records. 2002 veröffentlichte sie mit Cinema Paradiso ein Coveralbum mit Neubearbeitungen verschiedener Filmsongs. Für das gemeinsam mit dem Ultimate Mancini Orchestra aufgenommene Album Ultimate Mancini war sie 2005 für den Grammy Award for Best Traditional Pop Vocal Album nominiert. Ihr fünftes Album I’ve Loved These Days, eine Sammlung klassischer Songs wie God Only Knows oder Ballad of the Sad Young Men, erschien 2010.
Mancini ist mit dem Schlagzeuger Gregg Field verheiratet und lebt im kalifornischen Studio City.

## Diskografie (Auswahl)
- 1998: Monica Mancini (PBS Records, Warner Bros. Records)
- 2000: Dreams of Johnny Mercer (Concord Records)
- 2002: Cinema Paradiso (Concord Records)
- 2004: Ultimate Mancini (mit dem Ultimate Mancini Orchestra; Concord Records)
- 2010: I’ve Loved These Days (Concord Records)